# Bando de Adeyahamen

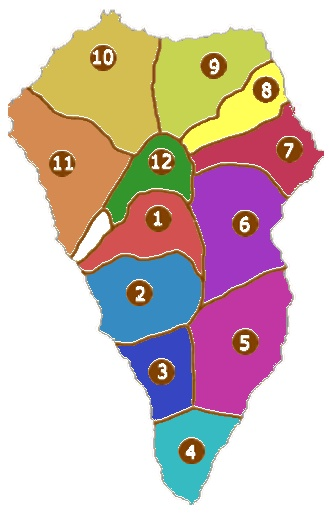
División de la isla de La Palma en cantones aborígenes. El número 8 se corresponde con Adeyahamen.

Adeyahamen era el nombre que recibía una de las doce demarcaciones territoriales en las que los aborígenes benahoaritas tenían dividida la isla de La Palma (Canarias, España) a la llegada de los conquistadores castellanos a finales del siglo xv.
Su capitán o caudillo durante la conquista fue Bediesta.
En el territorio de este antiguo bando se encuentra el yacimiento arqueológico conocido como cueva de El Tendal, un importante poblado de cuevas que ha sido clave para el conocimiento de la prehistoria de La Palma.

## Etimología
Según Juan de Abréu Galindo Adeyahamen quiere decir 'debajo del agua', y le fue dado por los benahoaritas por encontrarse en esta región importantes nacientes de agua.
Asimismo, el filólogo e historiador Ignacio Reyes lo deriva de una posible forma original hadday-ahămāhăn > addeyahamen, con el significado literal también de 'debajo del agua'. Por su parte, Maximiano Trapero duda sobre si la traducción de Abréu «por verdadera equivalencia lingüística o por simple coincidencia de la realidad». No obstante, sí relaciona este término con la voz bereber -amen para 'agua'.
El término no sobrevivió en la tradición oral de la isla, siendo rescatado modernamente para dar nombre a una balsa de agua del término municipal de San Andrés y Sauces.

## Características
Abréu Galindo define este bando de la siguiente manera: «El octavo señorío y término era Adeyahamen, que quiere decir debajo del agua porque sobre este término nacen las aguas de los ingenios de los Sauces, que al presente se llama, hasta el de Tagaragre».
Los límites de Adeyahamen se correspondían grosso modo con los del moderno término municipal de San Andrés y Sauces.
Durante la conquista castellana de la isla entre 1492 y 1493, el cantón de Adeyahamen ofreció resistencia a los conquistadores, siendo sin embargo derrotados sus habitantes.